# Nils Middelboe
Nils Middelboe (Brunnby, 5 de outubro de 1887 - 21 de setembro de 1976) foi um futebolista dinamarquês, medalhista olímpico.
Nils Middelboe competiu nos Jogos Olímpicos de Verão de 1908 em Londres e Estocolmo 1912 e Antuérpia 1920. Ele ganhou a medalha de prata.